# Zwarte boloogwants
De zwarte boloogwants (Geocoris ater) is een wants uit de familie van de bodemwantsen (Lygaeidae). De soort werd het eerst wetenschappelijk beschreven door Johan Christian Fabricius in 1787.

## Uiterlijk
De glanzend zwarte wants is meestal kortvleugelig brachypteer (soms langvleugelig) en kan 3 tot 3,5 mm lang worden. De voorvleugels zijn glanzend zwart maar soms ook geheel of gedeeltelijk bruin. Over het halsschild loopt in het midden een lichte streep in de lengterichting. De ogen zijn opvallend bol, vandaar de Nederlandse naam voor deze soort. De pootjes zijn geelbruin met donkerbruine of zwarte dijen. De antennes zijn geheel zwart gekleurd.

## Leefwijze
De soort overleeft de winter als imago en kent één enkele generatie in het jaar. Mogelijk is er in gunstige gevallen een tweede generatie. Ze leven in droge gebieden met zandgrond, bijvoorbeeld in de duinen. Meestal voeden ze zich met kleine op de bodem levende geleedpotigen.

## Leefgebied
Het is niet helemaal duidelijk of de wants nog in Nederland voorkomt, er is een enkele waarneming van voor 1900. De soort komt voor in Europa en het verspreidingsgebied strekt zich uit naar het oosten tot in Siberië, China en Japan.